# U-Boot-Falle

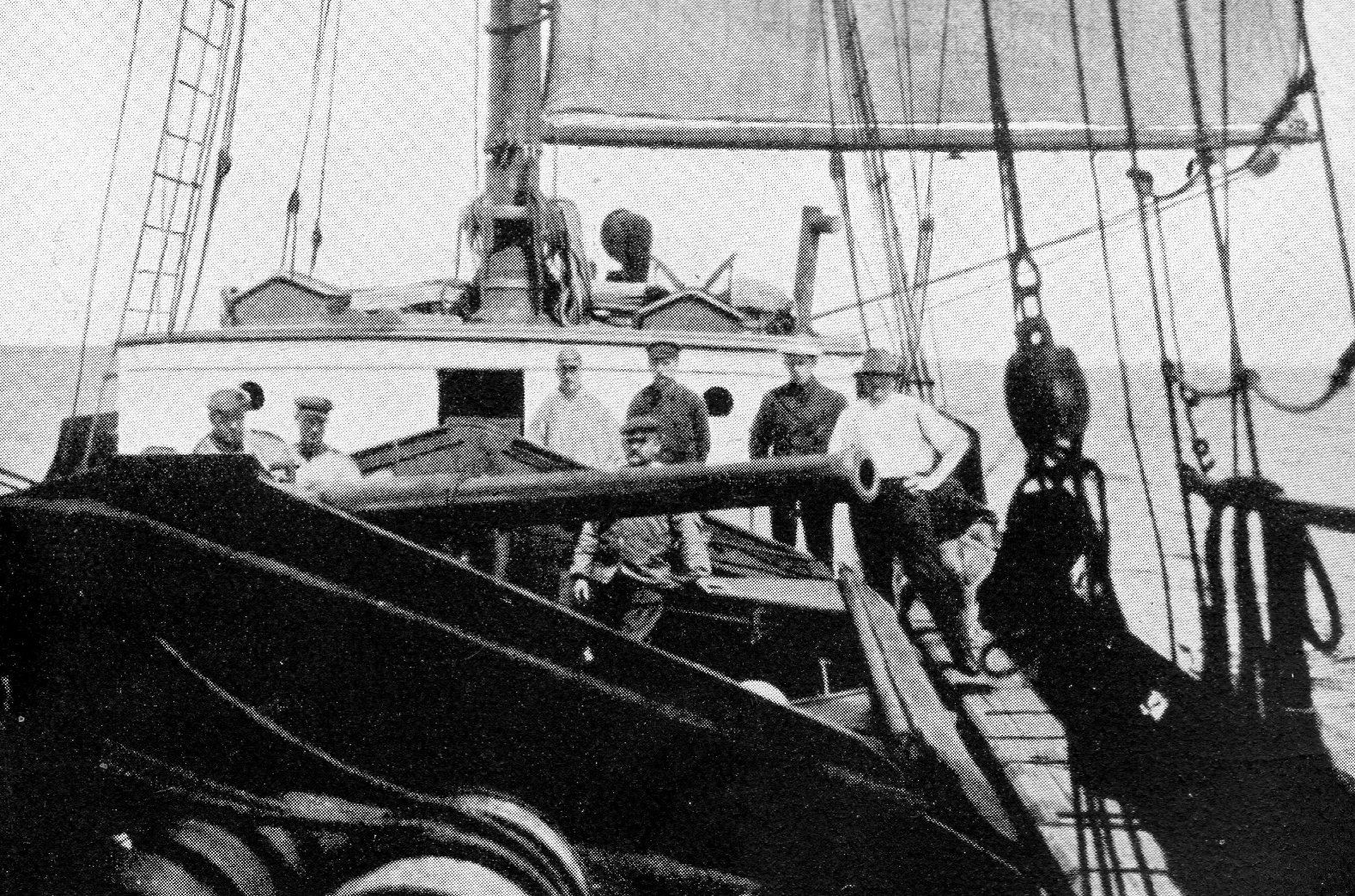
Hilfsschiff B der Kaiserlichen Marine als U-Bootfalle Belmonte um 1916

U-Boot-Fallen, auch als Q-Ships, Decoy Vessels, Special Service Ships oder Mystery Ships bekannt, waren Schiffe, die vor allem während des Ersten Weltkriegs von Großbritannien zur Bekämpfung deutscher U-Boote eingesetzt wurden. Zu diesem Zweck verbargen sie ihre mitunter schwere Bewaffnung hinter falschen Decksaufbauten und dergleichen und vermittelten so den Eindruck, unbewaffnete, manchmal sogar neutrale (Handels-)Schiffe zu sein. Ein angreifendes U-Boot, das – wie zu Beginn des Ersten Weltkrieges üblich, als der Seekrieg deutscherseits noch unter Einhaltung der Prisenordnung geführt wurde – das Q-Schiff aufgetaucht stoppte, um es zu durchsuchen, die Besatzung zu übernehmen und es schließlich zu versenken, wurde von seinem vermeintlichen Opfer stattdessen selbst angegriffen. Der Begriff Q-Ship leitet sich von der irischen Hafenstadt Queenstown ab, von der aus zahlreiche dieser U-Boot-Fallen operierten.

## Hintergrund
Der Einsatz einer solchen Waffe verfolgt neben der offensichtlichen Zielsetzung der Zerstörung gegnerischer Tauchboote den Zweck, dem Gegner eine bestimmte Taktik aufzuzwingen. In einem Handelskrieg lag bis zur Einführung spezieller Taktiken, technischer Hilfsmittel und Einheiten der Vorteil auf Seiten der angreifenden Tauchboote.
Der Einsatz von U-Boot-Fallen versucht, diesen Vorteil zu stören, indem er die Tauchboote unter Wasser zwingt, wo ihre Reichweite und Effizienz stark eingeschränkt sind. Die allgemein „Unterseeboote“ genannten Fahrzeuge waren bis kurz vor Ende des Zweiten Weltkrieges (Einführung der U-Boot-Klasse XXI und Schnorchelboote) eigentlich Tauchboote, das heißt Schiffe, die wann immer möglich an der Wasseroberfläche fuhren und nur gelegentlich tauchten.
Unter Wasser angreifen zu müssen – da jede Überwasser-Fahrt das U-Boot dem Risiko eines Angriffs aussetzt – drängt die jeweiligen Tauchboote in größerer Stückzahl damit in einen sogenannten „Uneingeschränkten U-Boot-Krieg“. Unter dieser Doktrin, die beispielsweise Deutschland in beiden und die USA im Zweiten Weltkrieg anwendeten, werden in einem gewissen Gebiet alle Schiffe ohne genauere Prüfung angegriffen, wobei es schnell zu Fehlern kommen kann, wie dem Angriff auf neutrale Schiffe oder feindliche Schiffe, die nicht angegriffen werden sollten. Beispiele dafür sind der Untergang der Lusitania und der Athenia. Im Pazifikkrieg wurden beispielsweise auch japanische Truppentransporter, die amerikanische Kriegsgefangene an Bord hatten, von amerikanischen Tauchbooten torpediert.

## Erster Weltkrieg

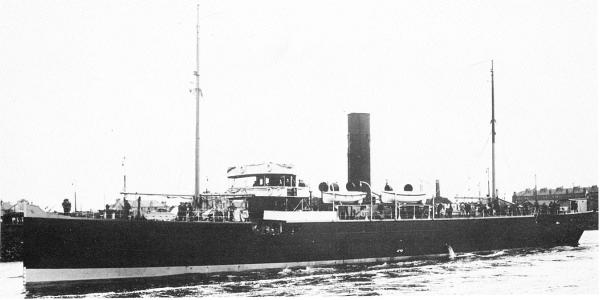
Britische U-Boot-Falle Tamarisk

### Großbritannien
Großbritannien suchte 1915 eine Möglichkeit, um sich gegen deutsche U-Boote zu wehren, die den Seehandel bedrohten. Die Möglichkeit, Konvois zu bilden, war aus Mangel an geeigneten Kriegsschiffen nur sehr eingeschränkt gegeben. Daher wurde die Idee entwickelt, deutsche U-Boote durch scheinbar alte, beinahe seeuntaugliche Dampfer, die als ein durch Artillerie leicht versenkbares Ziel erscheinen sollten, zum Auftauchen zu bewegen und die aufgetaucht verwundbaren Boote dann zu versenken. Diese Taktik versprach Erfolg, da Torpedos sehr teuer waren und U-Boote außerdem nur eine geringe Torpedokapazität hatten (U 1 hatte drei Torpedos an Bord, U 20 sechs). Unbewaffnete Schiffe wurden daher meist mit der Bordartillerie versenkt, die zeitweise, bei den U-Kreuzern, sogar deshalb sehr stark war. Mitunter wurden die Q-ships sogar als Schiffe neutraler Nationen getarnt, da diese von U-Booten vor einer möglichen Versenkung nach Prisenrecht gestoppt und durchsucht werden mussten. So wurden etwa U 27 und U 41 durch die britische U-Boot-Falle Baralong versenkt, die sich als US-amerikanisches und damit neutrales Schiff ausgab.
Für den Fall eines Torpedobeschusses waren U-Boot-Fallen meist mit Holz, leeren Fässern und ähnlichem schwimmfähigem Material beladen, so dass bis zum Untergang oft Stunden vergingen. Dies sollte U-Boote dazu zwingen, doch noch aufzutauchen und der Falle die Möglichkeit zum Abschuss zu geben. Sollte auch dies nicht funktionieren, so ging ein Teil der Besatzung, die sogenannte „Panic Party“, in gespielter wilder Panik von Bord, um die U-Bootsbesatzung von der „Echtheit“ des Schiffes zu überzeugen. Eine andere Konzeption einer U-Falle sah einen Trawler vor, der ein getaucht fahrendes U-Boot schleppte. Über eine Telefonverbindung wurden so im Fall eines Angriffs die Zielkoordinaten an das U-Boot durchgegeben, das daraufhin seinerseits das angreifende Boot torpedieren sollte.
Am 23. Juni 1915 wurde U 40 als erstes U-Boot von einer aus dem Trawler Taranaki und dem U-Boot C24 bestehenden U-Boot-Falle versenkt. Insgesamt jedoch kann der Erfolg der britischen U-Boot-Fallen als eher gering eingestuft werden. Von 178 versenkten deutschen U-Booten wurden lediglich 14 nachweislich von U-Boot-Fallen zerstört, weitere 60 wurden beschädigt. Von den 200 britischen U-Boot-Fallen wurden im Gegenzug jedoch 27 versenkt, und ein Q-Ship versenkte das eigene britische U-Boot J6.

### Deutsches Reich
In der Ostsee operierten insgesamt fünf deutsche U-Boot-Fallen, die in der Handels-Schutz-Flottille zusammengefasst waren. Von Januar 1916 bis Mai 1916 war Fregattenkapitän Franz Halm Chef der Flottille. Das Schiff K, Kronprinz Wilhelm, konnte dabei 1916 das russische U-Boot Gepard schwer beschädigen. Das Schiff H, Hermann, wurde im Juni 1916 von russischen Zerstörern während eines Geleitzuggefechts versenkt. Eine weitere U-Boot-Falle, die vermutlich auch in der Ostsee operierte, war das Hilfsschiff A, der Dampfer Alexandra. Die deutschen Hilfskreuzer wie Möwe oder Wolf waren keine U-Boot-Fallen, obwohl es sich um umfunktionierte Frachter handelte.
Auf der Doggerbank operierte 1916–1917 die Sondergruppe der Nordsee-Vorpostenflottille unter Oberleutnant zur See Viktor Schlieder mit den drei Vorpostenbooten Bismarck, Kehdingen und Dithmarschen, die als niederländische Fischdampfer getarnt waren, ergebnislos als U-Boot-Fallen. 1916/17 setzte die Kaiserliche Marine zwei Dreimast-Gaffelschoner, die Belmonte und die Friedeburg, unter den Tarnnamen Antje und Anna als U-Boot-Fallen ein. Einzelheiten sind nicht bekannt.

### Durch U-Boot-Fallen versenkte deutsche U-Boote
| Boot-Nr.                                                                           | Datum              | U-Boot-Falle                          | Ort                  | Bemerkung                                                               |
| ---------------------------------------------------------------------------------- | ------------------ | ------------------------------------- | -------------------- | ----------------------------------------------------------------------- |
| U 37                                                                               | April 1915         | unbekannte U-Boot-Falle               | Ärmelkanal           | umstritten; keine näheren Angaben                                       |
| U 40                                                                               | 23. Juni 1915      | Schleppzug Taranaki– C 24             | Nordsee              |                                                                         |
| U 23                                                                               | 20. Juli 1915      | Schleppzug Prinzess Luise– C 27       | Nordsee              |                                                                         |
| U 36                                                                               | 24. Juli 1915      | Prince Charles                        | Shetland-Inseln      |                                                                         |
| UB 4                                                                               | 15. August 1915    | Inverlyon                             | Ärmelkanal           |                                                                         |
| U 27                                                                               | 19. August 1915    | Baralong                              | irische Südküste     |                                                                         |
| U 41                                                                               | 24. September 1915 | Wyandra ex Baralong                   | Scilly-Inseln        |                                                                         |
| U 68                                                                               | 22. März 1916      | Farnborough                           | südwestlich Irlands  |                                                                         |
| UB 13                                                                              | 24. April 1916     | Telesia; Minenschleppnetz             |                      | umstritten                                                              |
| UC 3                                                                               | 26. Mai 1916       | Hobbyhawk (Telesia); Minenschleppnetz |                      |                                                                         |
| UB 19                                                                              | 30. November 1916  | Penshurst                             | Ärmelkanal           |                                                                         |
| UB 37                                                                              | 14. Januar 1917    | Penshurst                             | Ärmelkanal           |                                                                         |
| U 83                                                                               | 17. Februar 1917   | Farnborough                           | südwestlich Irlands  |                                                                         |
| UC 18                                                                              | 19. Februar 1917   | Lady Olive                            | Ärmelkanal           | U-Boot-Falle sank wenige Stunden später                                 |
| U 85                                                                               | 12. März 1917      | Privet                                | Ärmelkanal           |                                                                         |
| UB 39                                                                              | 17. Mai 1917       | Glen                                  | Ärmelkanal           | umstritten                                                              |
| UC 29                                                                              | 7. Juni 1917       | Pargust                               | südwestlich Irlands  |                                                                         |
| U 88                                                                               | 17. September 1917 | Glenfoyle                             | Nordsee              | umstritten                                                              |
| UB 63                                                                              | 28. Januar 1918    | W. S. Bailey                          | Nordsee              | umstritten                                                              |
| U 34                                                                               | 9. November 1918   | Privet und Zerstörer                  | Straße von Gibraltar | letzter deutscher Kriegsschiffsverlust im Ersten Weltkrieg (umstritten) |
| Quellen: Rehder: U-Bootsfallen, S. 156; Herzog: Deutsche U-Boote 1906–1966, S. 127 |                    |                                       |                      |                                                                         |

### Im Ersten Weltkrieg verloren gegangene britische U-Boot-Fallen
- King Stephan, 25. April 1916 Nordsee durch U-Boot
- Remembrance, 14. August 1916 durch U 38 im Mittelmeer
- Fame, 19. November 1916 durch Kollision in der Nordsee
- Perugia, 3. Dezember 1916 durch U 63 im Golf von Genua
- Kent County, 8. Dezember 1916 durch U-Boot-Mine vor Lowestoft
- Lady Olive, 19. Februar 1917 durch UC 18 im Ärmelkanal
- Warner, 13. März 1917 durch U 61 vor irischer Westküste
- Margit, 4. April 1917 durch U-Boot im Mittelmeer
- Tulip (Sloop), 30. April 1917 durch U 62 im Atlantik
- Lady Patricia, 20. Mai 1917 durch U 46 im Atlantik
- Zylpha, 15. Juni 1917 durch U 82 südwestlich Irlands
- Salvia (Sloop), 20. Juni 1917 durch U 94 westlich Irlands
- Bayard, 29. Juni 1917 durch Kollision im Ärmelkanal
- Mona, 4. Juli 1917 durch eigene Besatzung im Mittelmeer irrtümlich gesprengt
- Asama, 16. Juli 1917 durch U-Boot bei Quessant versenkt
- Bracondale, 7. August 1917 durch U 44 im Atlantik
- Dunraven, 10. August 1917 durch UC 71 Eingang Ärmelkanal
- Bergamot (Sloop), 13. August 1917 durch U 84 im Atlantik
- Else, 14. August 1917 durch U-Boot im Atlantik
- Ethel and Millie, 15. August 1917 durch UC 63 in Nordsee
- Nelson, 15. August 1917 desgleichen
- Bradford City, 16. August 1917 durch U-Boot in der Straße von Messina
- Vala, 20. August 1917 durch UB 54 im Atlantik
- Glenfoyle, 18. September 1917 durch U-Boot im Atlantik
- Begonia (Sloop), Oktober 1917, wahrscheinlich durch U-Boot im Atlantik versenkt
- Peveril, 6. November 1917 durch U-Boot außerhalb der Straße von Gibraltar
- Candytuft (Sloop), 18. November 1917 durch U-Boot im Mittelmeer
- Arbutus (Sloop), 16. Dezember 1917 durch UB 65 im Bristolkanal
- Penshurst, 25. Dezember 1917 durch U 110 in der Irischen See
- Wellholme, 30. Januar 1918 durch UB 55[2] im Ärmelkanal
- Westphalia, 11. Februar 1918 durch U 97 Irische See
- Brown Mouse, 28. Februar 1918 verbrannt in der Lyme Bay, Ärmelkanal
- Willow Branch, 25. April 1918 durch U-Kreuzer U 153 östlich Kapverdische Inseln
- Ocean Fisher, 16. Juni 1918 durch U-Bootmine in Nordsee
- Stockforce, 30. Juli 1918 durch U-Boot im Ärmelkanal
- M. J. Headley, 4. Oktober 1918 im Hafen von Cardiff beim Kohlen gekentert

(Quelle:)

## Zweiter Weltkrieg

### Royal Navy

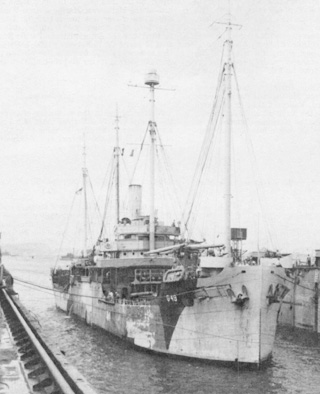
USS Anacapa

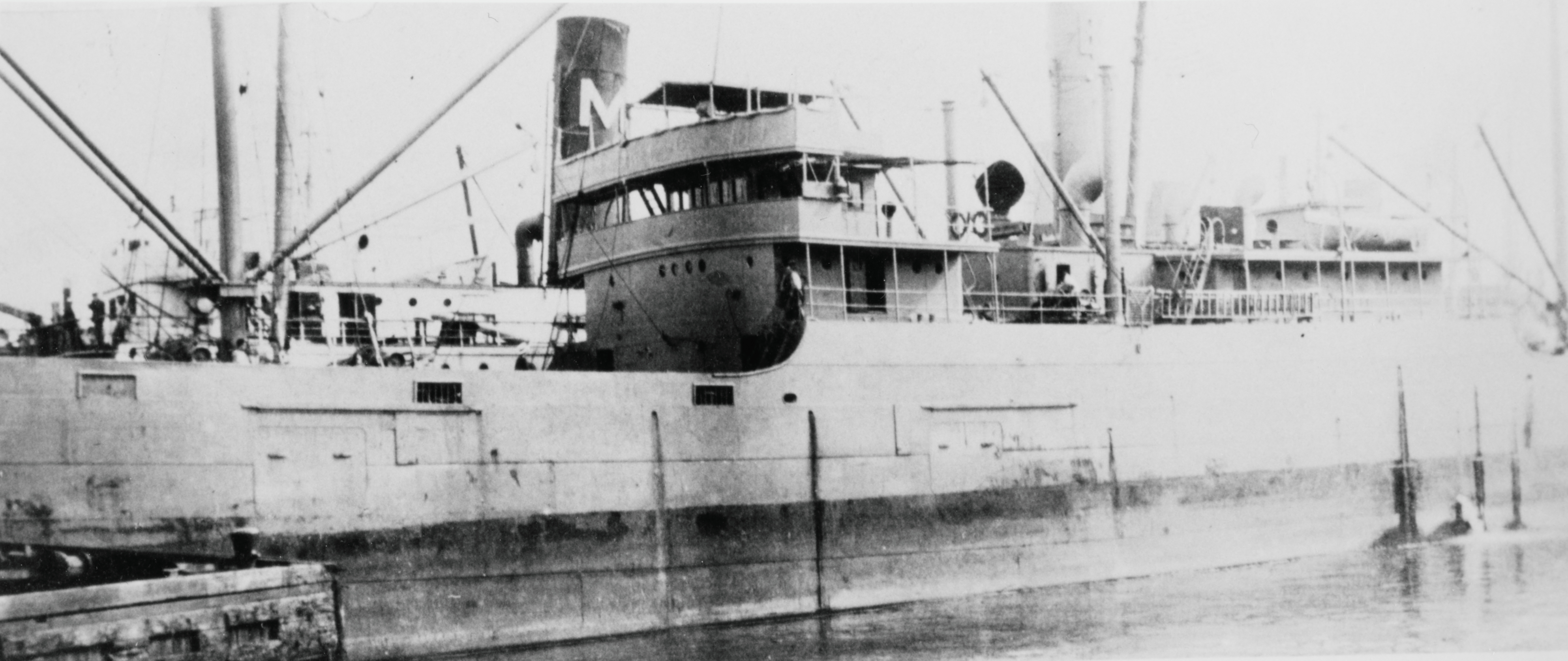
Carolyn später USS Atik

Auch im Zweiten Weltkrieg wurden U-Boot-Fallen eingesetzt, die jedoch die Erfolge aus dem Ersten Weltkrieg nicht wiederholen konnten. Die Royal Navy rüstete bei Kriegsausbruch zehn Schiffe entsprechend um, die kein U-Boot versenken konnten, drei dieser Schiffe fielen jedoch U-Boot-Angriffen zum Opfer.

### US Navy
Auch die nach ihrem Kriegseintritt im Dezember 1941 durch das deutsche Unternehmen Paukenschlag überraschte United States Navy setzte U-Boot-Fallen ein. Nach schnell steigenden Verlusten erbat der Oberbefehlshaber (Commander-in-Chief) der United States Fleet den Commander der Eastern Sea Frontier, mehrere Schiffe speziell auszurüsten, um sie gegen U-Boote einsetzen zu können. Daraus entstand das „Project LQ“.
Fünf Schiffe wurden in U-Boot-Fallen verwandelt:
- das Fischerboot Wave, das erst zum Hilfs-Minensuchboot Eagle und dann zur Captor wurde,
- die Frachtschiffe Evelyn und Carolyn (zwei Schwesterschiffe), die zu den USS Asterion und Atik wurden,
- der Tanker Gulf Dawn, der zur Big Horn wurde, und
- der Schoner Irene Myrtle, der zur Irene Forsyte wurde.

Diese fünf Schiffe waren jedoch völlig erfolglos. Lediglich die Atik traf am 27. März 1942 auf das U-Boot U 123, das unter seinem Kommandanten Reinhard Hardegen vor der amerikanischen Küste angekommen war. U 123 torpedierte die Atik und tauchte dann auf, um das vermeintliche Handelsschiff mit der Bordkanone zu versenken. Das Q-Schiff eröffnete sofort das Feuer, worauf U 123 ein Alarmtauchmanöver durchführte. Die Atik blieb liegen, um ihre „Panic Party“ wieder an Bord zu nehmen, was dem U-Boot ermöglichte, die U-Boot-Falle mit einem zweiten Unterwasserangriff zu versenken. Das Gefecht kostete alle 141 Besatzungsmitglieder der Atik ihr Leben, die Schäden am U-Boot waren so gering, dass es seine Feindfahrt fortsetzen konnte. Lediglich ein Fähnrich von U 123 wurde durch das Geschützfeuer der Atik schwer verletzt und verstarb kurz nach der Versenkung der Atik.
Auch im Pazifik wurden Q-Schiffe, darunter die Anacapa, eingesetzt.
Kurz nach diesem Fehlschlag und der Feststellung, dass die übrigen amerikanischen U-Boot-Fallen kaum seetüchtig waren, wurde der Einsatz der übrigen Q-Schiffe eingestellt.

### Kriegsmarine
Auch die deutsche Kriegsmarine rüstete insbesondere in den Anfangsjahren des Kriegs mindestens 13 ehemalige Handels- oder Fischereischiffe unter der allgemeinen Bezeichnung Sonderschiffe zu U-Boot-Fallen um.
| Schiff-Nummer | Name                                    |
| ------------- | --------------------------------------- |
| 7             | Möwe (Aug. – Okt. 1939)                 |
| 8             | Birka                                   |
| 12            | Dr. Heinrich Wiegand (TSK 6)            |
| 13            | Mob-FD Saturn (1940)                    |
| 17            | Alster (TSK 1)                          |
| 19            | Rila                                    |
| 24            | Mob-FD Mars                             |
| 27            | Messina (TSK 3); wurde nicht umgerüstet |
| 29            | Lola (Juni – Aug. 1944)                 |
| 31            | Mob-FD Jupiter                          |
| 35            | Oldenburg (TSK 5)                       |
| 40            | Schürbeck (TSK 2)                       |
| 43            | Capri (TSK 4)                           |

## Filme
- Q-Ships, GB 1928, Regie: Geoffrey Barkas, Michael Barringer.
- Morgenrot, D 1933, Regie: Gustav Ucicky
- Seas Beneath, USA 1931, Regie: John Ford.
- Suicide Fleet, USA 1931, Regie: Albert S. Rogell.